# 大犬座HQ
大犬座HQ，又名CD-26 4223，HD 57593、SAO 173522、HR 2800，是大犬座的一颗恒星，视星等为6.01，位于銀經240.2，銀緯-6.03，其B1900.0坐标为赤經7h 16m 51.3s，赤緯-26° -6.03′ 34″。